# 一，二，三
《一，二，三》（英語：One, Two, Three）是一部1961年美國政治喜劇片，由比利·懷德執導，懷德與I. A. L. 戴蒙德共同編劇。該片改編自匈牙利劇作家費倫茨·莫爾納1929年創作的單幕劇《一、二、三》，劇情部分借鑒自懷德共同編劇的1939年電影《妮諾契卡》。主演包括詹姆斯·卡格尼、霍斯特·布赫霍爾茨、莉賽洛特·普爾弗、帕梅拉·蒂芬、阿琳·弗朗西斯、里昂·阿斯金與霍華德·聖約翰。本片是凱格尼在退出影壇20年（直到1981年《拉格泰姆》）前的最後一部作品
本片主要場景設於冷戰期間的西柏林，時間點位於柏林圍牆建立前，政治因素為影片主軸。影片以節奏極快而著稱。

## 劇情
C·R·“麥克”·麥克納馬拉（MacNamara）是可口可樂公司駐西柏林的高階主管，因早年中東業務失敗而被外派。他渴望晉升為公司西歐區總裁。正當他努力推動可樂進入蘇聯市場時，收到來自總部亞特蘭大的命令，要他照顧上司W·P·黑茲爾廷（Hazeltine）那位熱情奔放但頭腦簡單的17歲女兒史嘉莉（Scarlett）。
原預計的兩週停留變成了兩個月，麥克才發現史嘉莉愛上了西柏林，是因為她與來自東德的共產青年奧托·皮夫（Otto Piffl）閃婚了。當她說明兩人相遇是因為一起放“美國佬滾回家”氣球時，還補充道：“這不是反美，而是反『洋基佬』，在我家鄉大家都討厭洋基。”
隨著史嘉莉懷孕、婚姻證書被偷，以及她父母即將抵達，麥克陷入恐慌。他設法收買東德官員取回婚證，並安排奧托遭陷害、被警察拘捕。奧托遭審訊時不斷被播放變調版《黃色比基尼點點泳衣》，最終崩潰並簽下“美國間諜”供詞。
麥克為保住升遷與家庭平衡，只能將奧托“包裝”成可接受的女婿。他安排一位破產貴族收養奧托，偽造貴族血統，再將其改造成資本家。最後，奧托以“新貴族”身分成功贏得岳父母認可，卻被告知自己才是新任歐洲主管，而麥克只獲調回亞特蘭大任職採購副總裁。
機場告別時，麥克與家人和解，並為全家買可樂慶祝，卻發現自己那瓶是百事可樂。